# 阪神大地震
阪神-淡路大震災（日语：／ Hanshin Awaji dai shinsai */?），中文多稱為阪神大地震、神戶大地震或關西大地震，是1995年1月17日發生於日本關西地方規模為日本气象厅地震规模7.3的地震災害，因受災範圍以兵庫縣的神戶市、淡路島、以及神戶至大阪間的都市為主而得名。

## 概要
海域（北緯34度35.9分、東經135度2.1分），震源深度為16公里，地震規模為日本气象厅地震规模7.3（矩震级6.9）。該地震是由淡路島的野島斷層地殼活動引起，屬於上下震動型的強烈地震。
此次地震是日本自1923年關東大地震以來規模最大的都市直下型地震。由於神戶是日本首屈一指的大城市，人口密集（當時人口約105萬人），地震又在清晨發生，因此造成相當多傷亡。官方統計有6,434人死亡，43,792人受傷，房屋受創而必須住到組合屋的有32萬人。
此次地震對身為日本第二大的京阪神都會區影響甚大，尤其以下列地方的災情較為嚴重：
| 兵庫縣東南部 - 淡路島 - 本土地區 - 神戶市 - 蘆屋市 - 西宮市 - 尼崎市 - 寶塚市 - 伊丹市 - 川西市 - 三田市 - 豬名川町 | 兵庫縣東播磨地方中南部 - 明石市 - 加古川市 - 三木市 - 稻美町 - 播磨町 - 高砂市 - 小野市 - 舊吉川町 - 姬路市，包含下列地方： - 舊飾磨郡（夢前町、家島町） - 舊神崎郡（香寺町） - 舊宍粟郡（安富町） | 大阪府 - 豐中市 |

阪神大地震在日本地震史上具有重要的意義，它直接引起了日本對於地震科學、都市建築防震、交通防震的重視。當時一般日本學者認為關西地區不可能有大地震發生，導致該地區缺乏足夠的防範措施和救災系統；特別是神戶周圍有相當多交通要道都通過隧道或高架橋，在地震時隧道受損嚴重，影響了搜救速度。神戶市區更因瓦斯外洩、木造房屋密集、引起快速的連鎖性大火；如神戶市長田區，全部的木造房屋都付之一炬。

## 命名
在1月17日地震發生當日，日本氣象廳根據命名規定的基準，將本次地震命名為「平成7年（1995年）兵庫縣南部地震（The South Hyogo prefecture Earthquake in 1995）」。
各媒体对本次地震及所带来的灾害采用不同的名称。毎日新聞首先使用「阪神大震災」的名稱，其他的傳媒也跟進使用。另外還有不同的命名，如朝日新聞和日刊體育是「關西大震災」，讀賣電視台則称「關西大地震」。
之後，政府方面認為有必要為此一大規模災害的日後復原工作取一個統一的名稱，因為淡路島地區的受災情況嚴重，在2月14日的內閣會議上口頭上將災害稱為「阪神・淡路大震災」。2月24日時，制定了一個5年內有效的法令——《阪神・淡路大震災復興的基本方針及組織相關法律》（平成7年法律第12号）（即日施行）。正式使用「阪神・淡路大震災」的名稱。

## 災情
當時阪神附近的斷層未被察覺，且該斷層與野島斷層有相連，以至於防震準備不足的關西地方受到強烈傷害。尤其郊區多為不耐震的木造房屋，因此大部分死傷皆發生在郊區。
- 避難人數（最大時） : 316,678人
- 房屋損害 : 全坏104,906棟、半坏144,274棟、全半坏合計249,180棟（約46萬戶）、部分損坏390,506棟
- 火災損害 : 住家全部燒毀7,036棟、燒毀損壞（非住家、住家）合計7,574棟、受災住戶8,969戶
- 其他損害 : 道路7,245處、橋梁330處、河川774處、山崩347處
- 該損總額 : 約10兆日元[5]

## 災後記錄照片

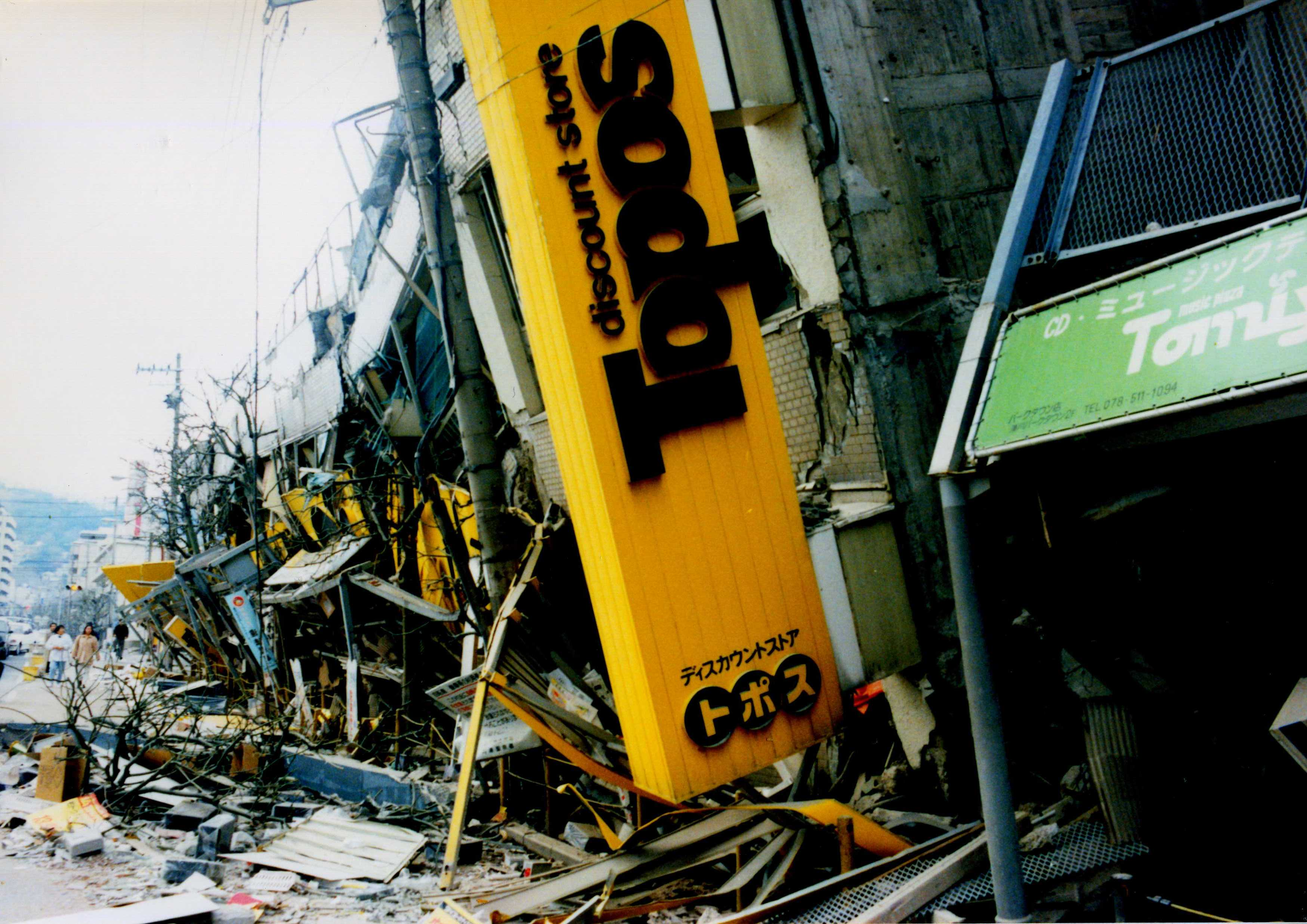
阪神淡路大震災（凑川町 廉价商店 topos前）
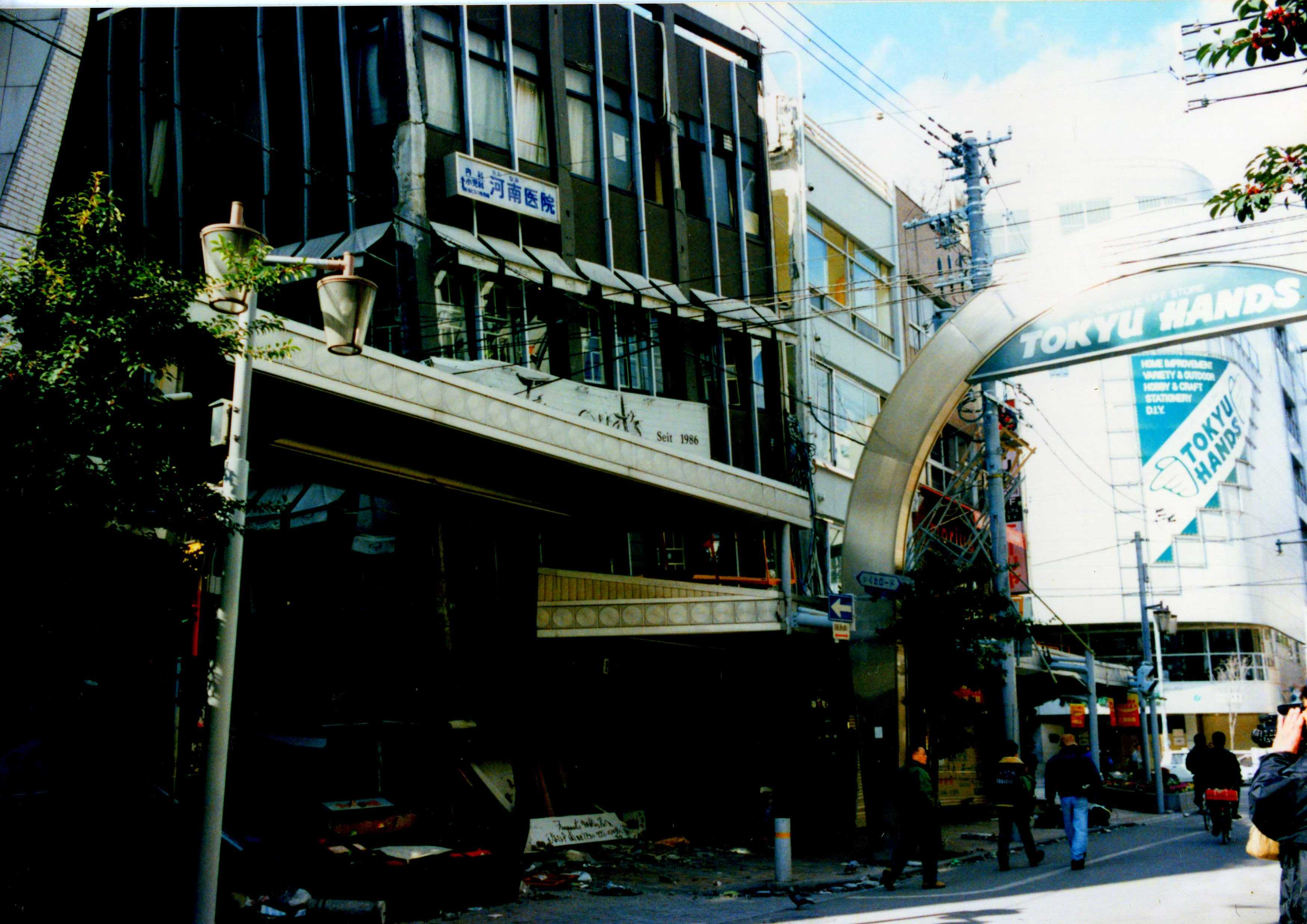
生田路Tokyu Hands三宮店前
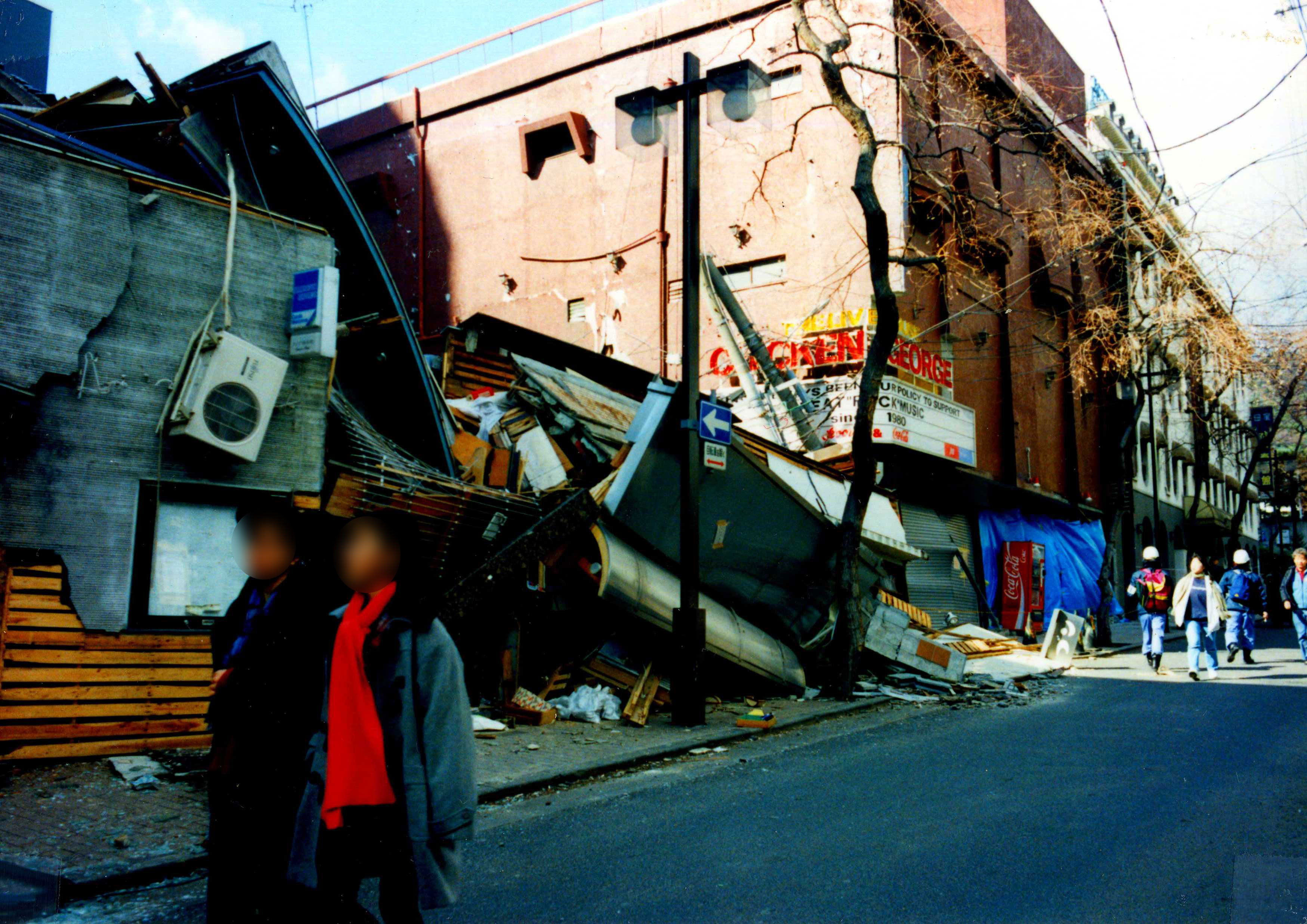
神戸市中央区 某电影院附近
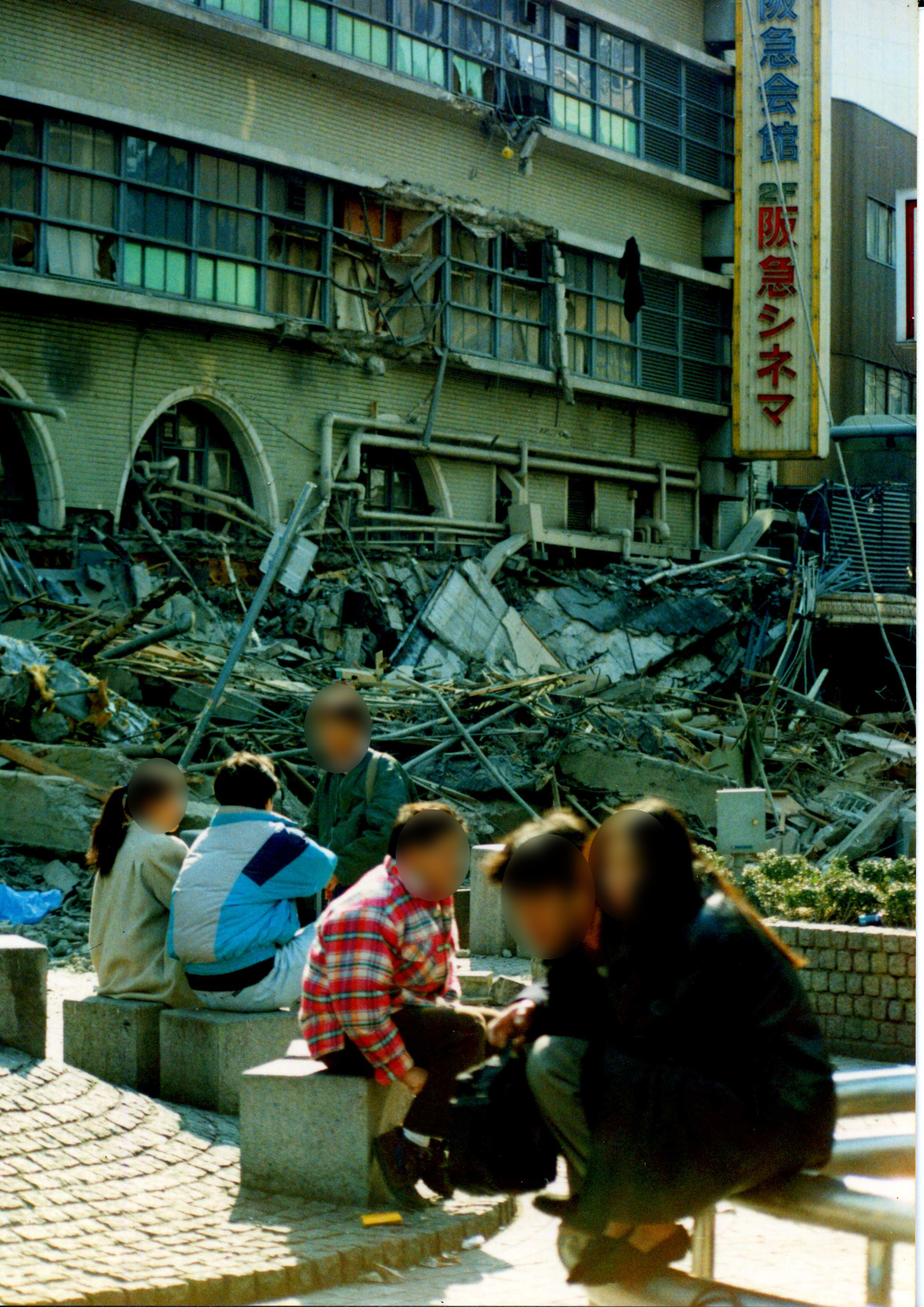
阪急电铁三宮站北侧
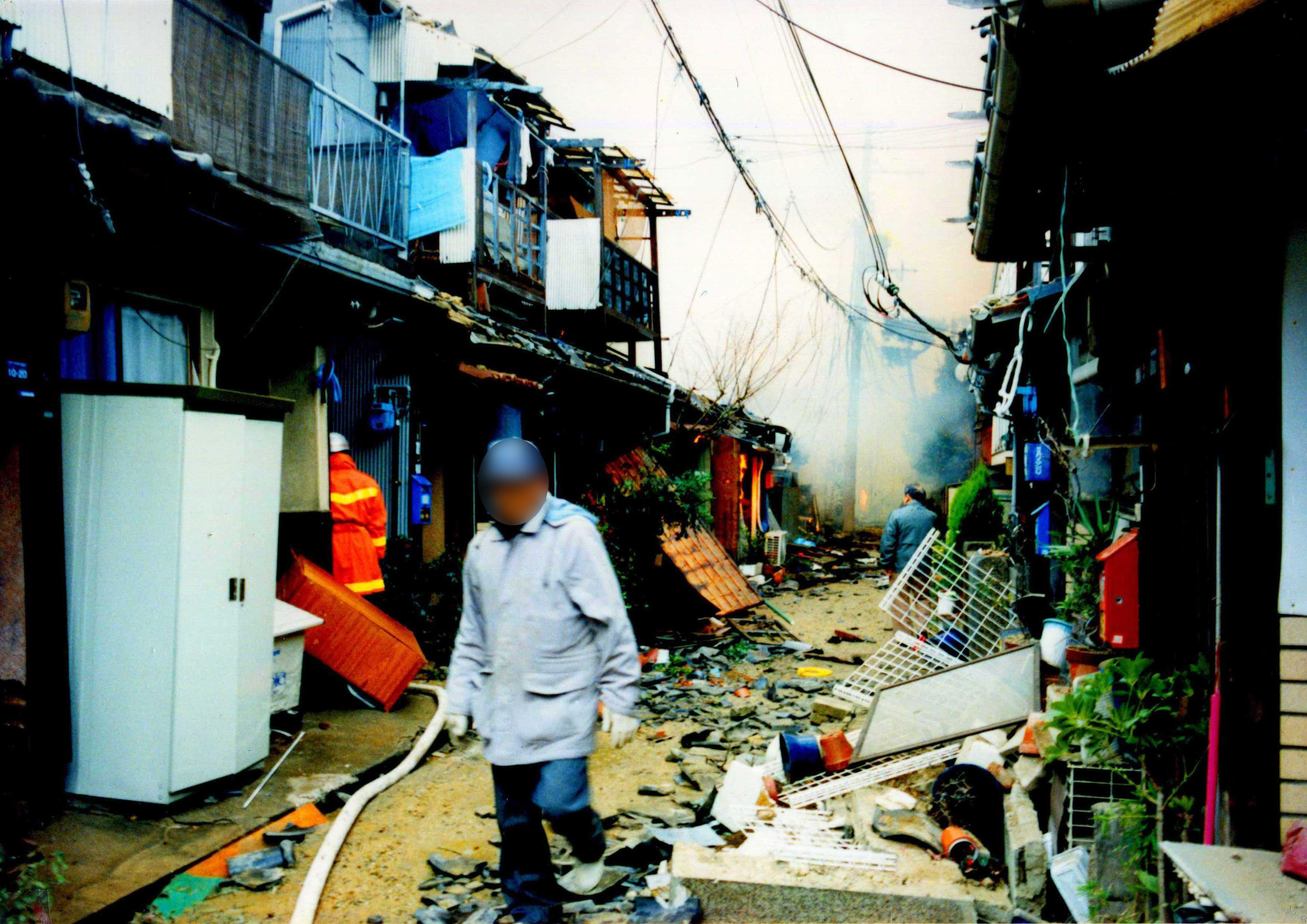
兵庫区民房密集地
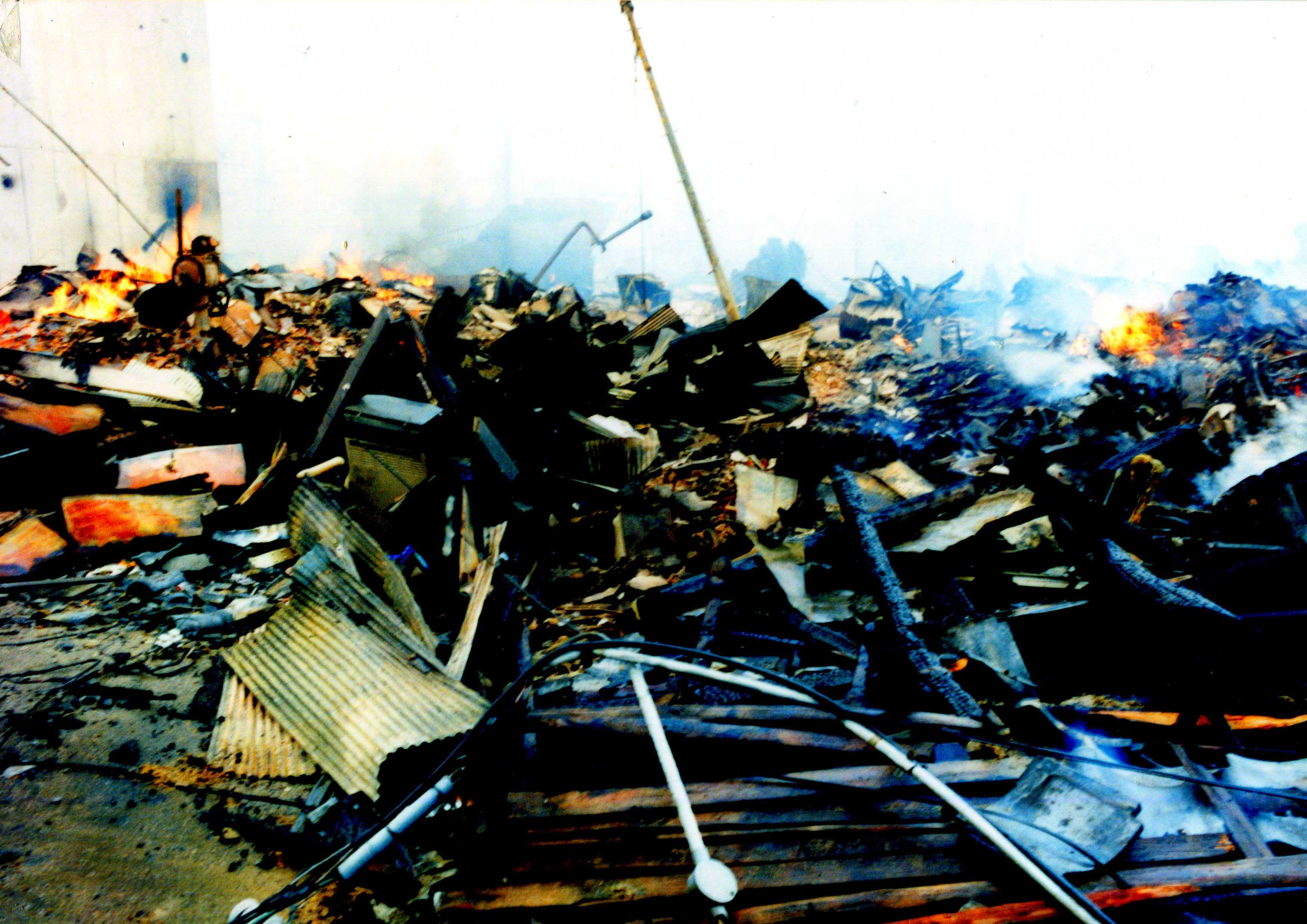
兵庫区民房密集地
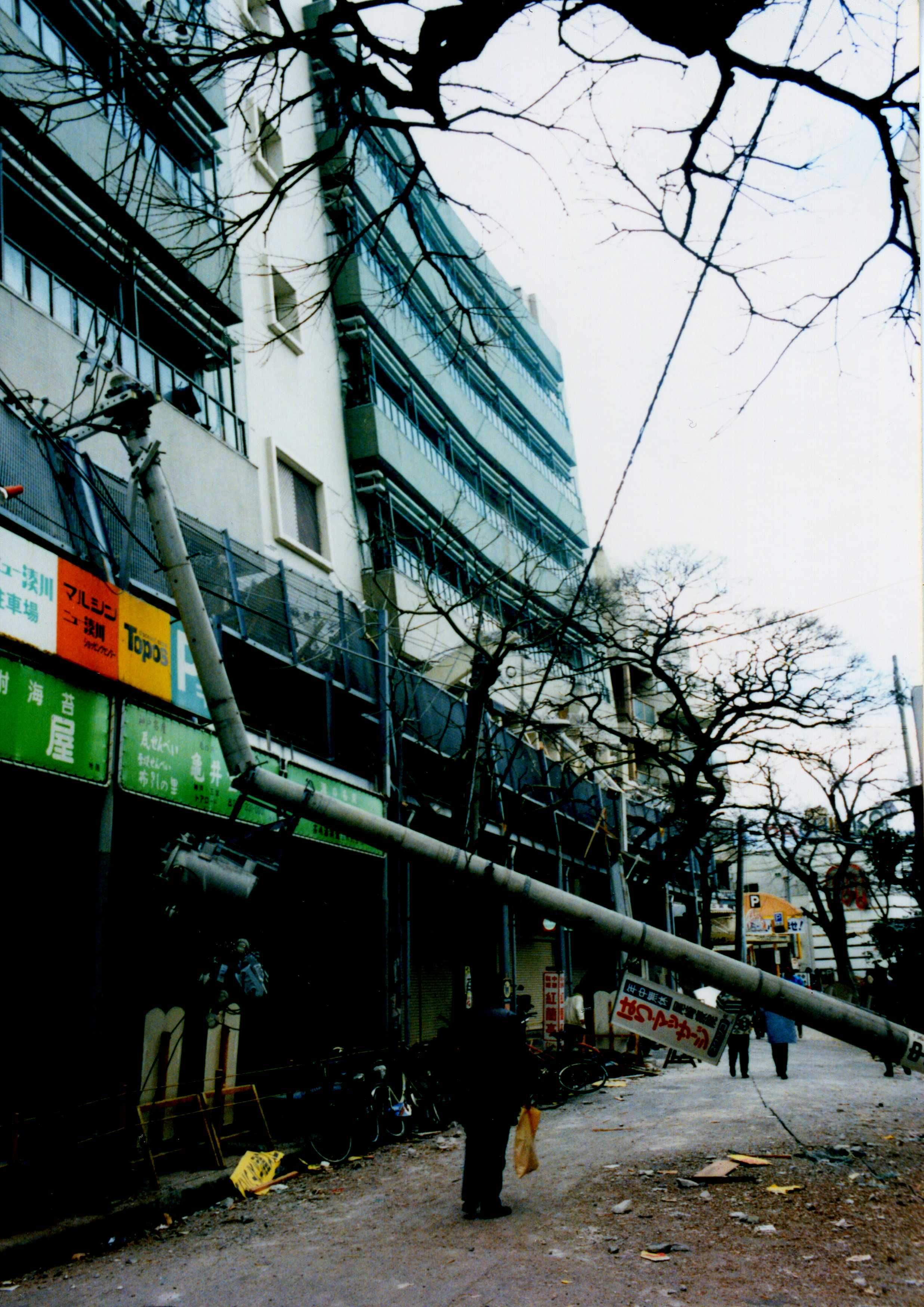
湊川町場前

## 其他
時任首相村山富市由於遲了3日才命令自衛隊前去救援而遭受批評，當時整個政府搶救慢半拍，連民間NGO、黑社會都搶在政府面前救援。:262-263不久之后社会党便接连于各种选举中败北，而曾经一度失去政权的日本自民党在1996年再度重返執政。
國家地理頻道災難調查節目《重返危機現場》（英語：Seconds From Disaster）第二季曾以該起地震製作過一檔節目，並命名為神戶大地震，以神戶當地的受災為製作重點，同時該集並未提及到大阪。
因阪神一帶為西日本的工商業重鎮及重要的海港之一，大地震發生後讓亞洲多國股市受影響而下跌。英國霸菱銀行的投資交易員尼克·李森（Nick Leeson）操作的衍生性金融商品投機蒙受巨大損失，且無法補救，使得該銀行損失14億美元而倒閉，最後以1英鎊的象徵價格賣給荷蘭的ING集團，成為該集團成員之一。

## 注解
1. 1 2 3 4  ISC, , Version 2.0, International Seismological Centre, 2015  [2018-01-17], （原始内容存档于2016-11-25）
2. 1 2 3 4  USGS, , Version 2008_06.1, United States Geological Survey, September 4, 2009  [2018-01-17], （原始内容存档于2020-03-13）
3. ↑  Comfort, Louise.  (PDF). 1995: 12  [2018-01-17]. （原始内容存档 (PDF)于2021-02-10）.
4. ↑  1995年（平成7年）1月18日各紙朝刊
5. ↑  死者、住家被害、火災被害、その他被害の数値は消防庁発表「阪神・淡路大震災について（確定報）[永久]」（2006/05/19）より
6. ↑  李拓梓著. . 新北市: 遠足文化事業股份有限公司. 2022年11月初版. ISBN 978-626-96474-3-9.

## 关联条目
- 關東大地震
- 2011年日本東北地方太平洋近海地震
- 住專國會
- 阪神工業地帶

## 外部連結
- 受灾者在地震發生當日拍攝的影像（摄影：松岡明芳） （页面存档备份，存于）
- 神戶大學震災文庫 （页面存档备份，存于）（英文）